# Technologie
Technologie (řecky τεχνολογια < τεχνη „dovednost“ + λογος „slovo, nauka, znalost“ + přípona ια) je obor, který se zabývá tvorbou, zaváděním a zdokonalováním výrobních postupů. Podle daného odvětví to mohou být postupy a procedury mechanické (např. rubání, obrábění...), elektrotechnické a elektronické (radiolokace, informační technologie), jaderné (jaderně-analytické metody, ozařování), fyzikálně chemické (tavení, lití, napařování, destilace...), chemické (syntézy, krakování...), biochemické a potravinářské (kvašení, pečení...) apod.
Kromě vědního oboru se pojem technologie používá také pro označení samotných výrobních postupů.

## Technologie vs technika
V českém jazyce dochází nejpozději od 80. let 20. století k zaměňování slov technika a technologie a s tím i k jejich významovému splývání a znejasnění. Primárním významem techniky je prostředek pro konání činnosti (stroje, nástroje, zařízení, vybavení apod.) a primárním významem technologie je procedura (proces) konání činnosti (technologie výroby oceli, technologie těžby dat, technologie zpracování masa apod.). Slovo technika se také používá pro jednodušší operace často prováděné ručně nebo na jednodušších strojích, slovo technologie pro složitější operace (nebo řetězec operací) často prováděné průmyslově. Technologie je také označení pro vědní obor, který se zabývá výrobními postupy – tedy sestavováním jednotlivých technických operací v celkové pracovní postupy, jejich zaváděním a zdokonalováním.
Hlavním důvodem pro splývání a zaměňování obou pojmů je šíření angličtiny. Angličtina používá slova technique a technology pro jiné okruhy významů než čeština (nebo např. také němčina) slova technika a technologie. Tyto rozdílné okruhy významů lze zjednodušeně znázornit takto:
|            | výrobní prostředky (zařízení) | celkový proces zpracování | postup při jednotlivé lidské činnosti |
| ---------- | ----------------------------- | ------------------------- | ------------------------------------- |
| čeština    | technika                      | technologie               | technika                              |
| angličtina | technology                    | technology                | technique                             |

## Příklady existujících technologií
- Obrábění
- Tváření
- Slévání
- Svařování
- Povrchové úpravy
- Tepelné zpracování
- Chemické technologie
- Informační technologie
- Technologie montáže
- Stavební technologie
- Dopravní technologie
- Logistické technologie[4]

## Výuka
Technologie příslušného odvětví je běžně vyučovaným předmětem na středních i vysokých školách. V rámci oborů je v některých případech dříve používaný pojem „technologie“ nahrazován pojmy novými (např. Strojírenská technologie => Výrobní inženýrství, Výrobní a inovační inženýrství, Materiálové inženýrství apod.).